# Antonín Brzorád
Antonín Brzorád (20. září 1876 Nymburk – 20. prosince 1953 tamtéž) byl český lékař, zdravotní konsulent ČSD, známý nymburský měšťan, spolkový činitel a mecenáš. Stal se předobrazem postavy Dr. Gruntoráda v knize Bohumila Hrabala Postřižiny z roku 1974, filmově zpracované ve stejnojmenném filmu Jiřího Menzela z roku 1980.

## Život

### Mládí
Narodil se v Nymburce do majetné městské rodiny lékaře Gustava Brzoráda (1844–1917). Rodina Brzorádova pocházela od Chrudimi, v Nymburce žila od poloviny 18. století, vlastnila zde mlýn, Vincenc Brzorád (1769–1844) a Antonín Brzorád (starší, 1809–1877) pak působili jako nymburští purkmistři. Brzorádovi patřili také k přátelům Josefa a Boženy Němcových při jejich pobytu v Nymburce v letech 1848 až 1850. Rodina obývala empírovou vilu v Boleslavské ulici (č. 823) s rozsáhlou zahradou.
Po obecné škole vystudoval Antonín gymnázium v Praze a medicínu na Karlo-Ferdinandově univerzitě tamtéž.

### Nymburk

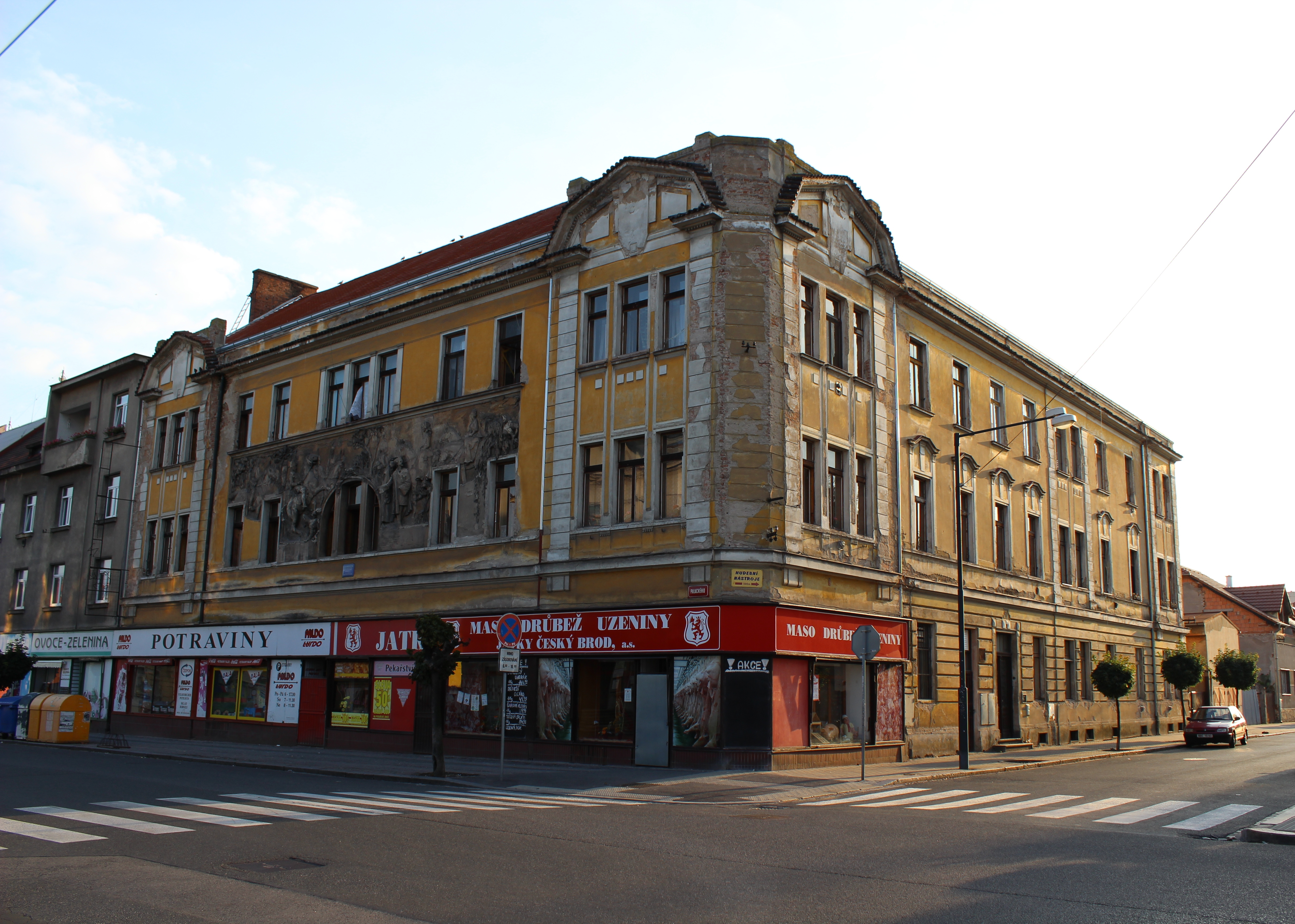
Dům Antonína Brzoráda na Palackého třídě přestavěný roku 1910 Osvaldem Polívkou

Následně se navrátil do rodného Nymburka, kde navázal na otcovu lékařskou praxi. Zde se stal známým a vyhledávaným lékařem. Roku 1905 se oženil se Zdeňkou Kabátovou, dcerou ředitele velvarského cukrovaru, a založil rodinu. Antonín Brzorád se zapojoval též do společenského života v Nymburce, byl členem řady spolků a vlasteneckých organizací. Jakožto nadšený propagátor sportu byl předsedou sportovního spolku Polaban, pro který například na vlastní náklady pořídil pozemky pro fotbalové hřiště. Byl též mecenášem umění a veřejného života.
Roku 1908 nechal Brzorád přestavět budovu na Palackého třídě, hlavní příjezdové ulici k městskému nádraží, na honosný rohový sídelní dům podle návrhu pražského architekta Osvalda Polívky, který v Nymburce rezidenčně pracoval. Roku 1910 nechal na domě zhotovit štukový reliér zobrazující příjezd české královny Elišky Přemyslovny do Nymburka v květnu 1310, kde našla útočiště před Jindřichem Korutanským, u příležitosti 600. výročí události. Výjev zpracoval sochař Karel Novák z Vyšehradu.
Po vypuknutí první světové války byl Antonín Brzorád jmenován vrchním lékařem lazaretu a ošetřovny zajateckého tábora v Nymburce. Zde se během války průběžně pohybovalo mezi dvaceti a čtyřiceti tisíci válečných zajatců, především z jižní a východní fronty.

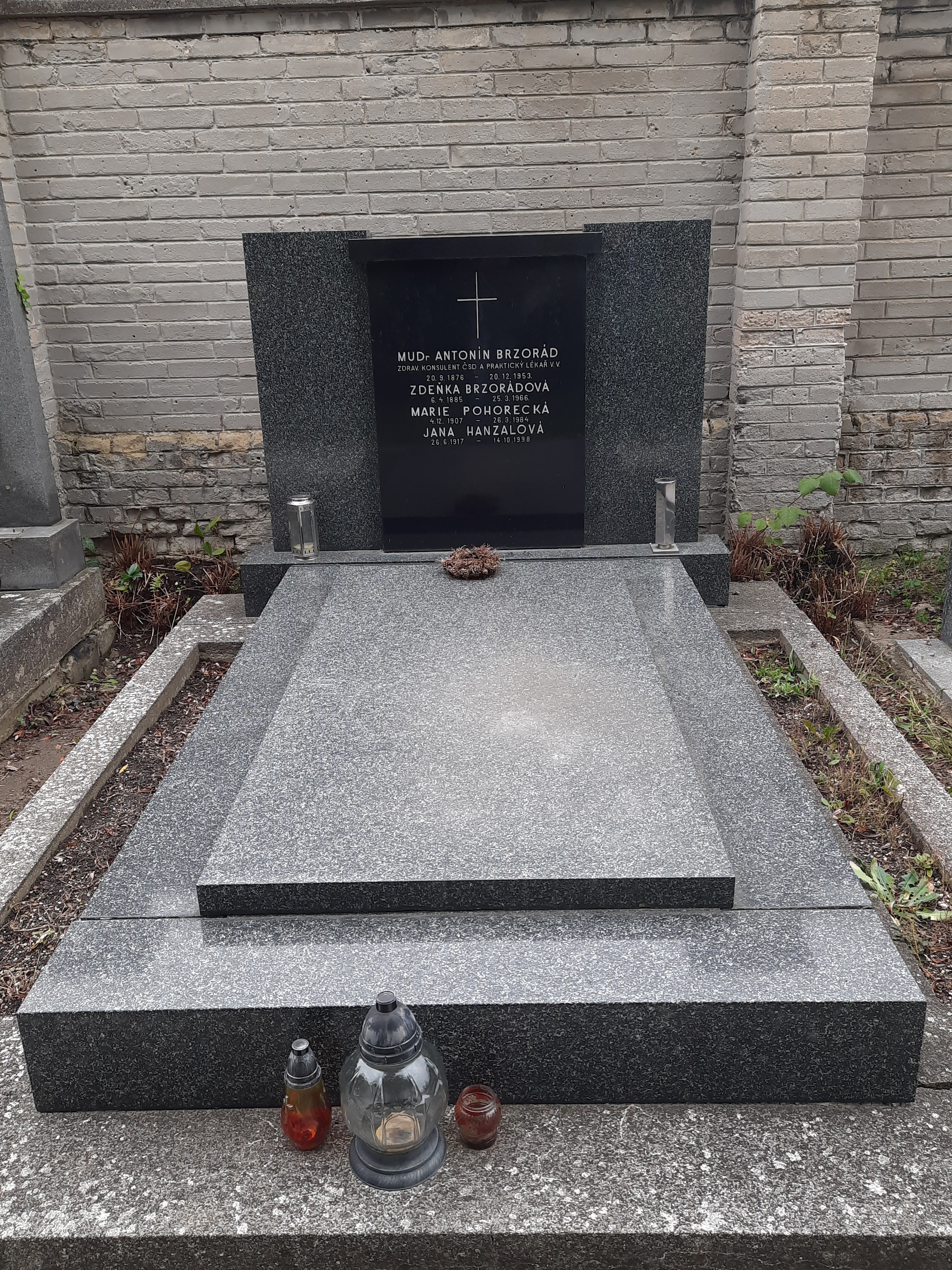
Hrobka rodiny Antonína Brzoráda na městském hřbitově v Nymburce

V letech 1934-1948 působil Brzorád jako předseda správní rady nymburského pivovaru.

### Úmrtí
Antonín Brzorád zemřel v Nymburce 20. prosince 1953 ve věku 78 let. Pohřben byl na novém městském hřbitově v Nymburce, spolu se svou manželkou.
Ze zahrady a sadu vily v Boleslavské ulici byl zřízen park navazující na prostranství před Kulturním domem z roku 198???, později pojmenovaný na počest Brzoráda Park Dr. Antonína Brzoráda.

### Rodinný život
S manželkou Zdeňkou (1885–1966), rozenou Kabátovou, dcerou Josefa Kabáta, ředitele cukrovaru ve Velvarech, měli dcery Zdenku, Marii, provdanou za Josefa Kyselu a Janu, provdanou za MUDr. Hanzalu. 

### V umění
Osobu Antonína Brzoráda zpracoval ve své knize Postřižiny vycházející ze vzpomínek na dětství v Nymburce z roku 1974 Bohumil Hrabal. V pivovaru, kde Brzorád předsedal správní radě, pracoval Hrabalův otčím František, rovněž v knize zachycený jako Francin. Charakteristika postavy Doktora Gruntoráda plně vychází z postavy Antonína Brzoráda. Roku 1980 byl na motivy Hrabalovy knihy natočen film Postřižiny režiséra Jiřího Menzela, postavu doktora Gruntoráda zde ztvárnil herec Rudolf Hrušínský starší.